# William Dorsey Pender
William Dorsey Pender (6. februar 1834 – 18. juli 1863) var en af de yngste og mest lovende generaler som kæmpede for Konføderationen i den Amerikanske borgerkrig. Han blev dødeligt såret i Slaget ved Gettysburg.

## Tidlige liv
Dorsey Pender, som han var kendt som blandt sine venner, blev født ved Pender's Crossroads, Edgecombe County, North Carolina som søn af James og Sally Routh Pender. Han tog eksamen fra West Point i 1854 og blev udnævnt til sekondløjtnant i 1st U.S. Artillery regiment. Han gjorde senere tjeneste i 2nd Artillery, og derefter i 1st Dragoons (tungt kavaleri), hvor han udviste personligt mod i Washington Territoriet, hvor han kæmpede i Indianerkrigene.

## Borgerkrigen
Den 21. marts 1861 trådte Pender ud af Unionshæren og blev udpeget til kaptajn i artilleriet i Sydstaternes hær. Inden maj var han oberst og leder af 3rd North Carolina Infantry (også kaldet 13th North Carolina) og dernæst 6th. Prøvet med held i kamp i Slaget ved Seven Pines i juni 1862 blev han forfremmet til brigadegeneral og fik kommandoen over en brigade af North Carolinere i A.P. Hill's Light Division. Præsident Jefferson Davis forfremmede personligt Pender på slagmarken ved Seven Pines.
Under Syv dages slaget var Pender en aggressiv brigade kommandør. Han blev såret i armen i Slaget ved Glendale, men blev hurtigt tilstrækkelig rask til at kunne vende tilbage til sin brigade og kæmpe i Slaget ved Cedar Mountain, Andet slag ved Bull Run (hvor han fik et mindre sår i hovedet fra en eksploderende granat), Slaget ved Harpers Ferry og Slaget ved Antietam. Ved Antietam ankom Pender i sidste øjeblik sammen med A.P. Hill efter en 26 km march for at redde Army of Northern Virginia fra et alvorligt nederlag på dens højre flanke.
I Slaget ved Fredericksburg, blv han såret igen, denne gang i hans venstre arm, som dog ikke var brækket, så han fortsatte med at lede selv om han red blødende rundt. I slaget ved Chancellorsville, den 2. maj 1863 blev A.P. Hill såret i Stonewall Jackson's berømte march for at angribe flanken i Unionens XI Korps; Pender overtog kommandoen over divisionen. Den følgende dag blev Pender såret i armen igen, denne gang en mindre skade fra en rikochetterende kugle, som havde dræbt en officer, der stod foran ham.
Efter Jacksons død reorganiserede general Robert E. Lee sin hær og forfremmede A.P. Hill til at lede det nyoprettede Third Corps. Pender blev i en alder af 29 år forfremmet til generalmajor og kommando over en division. Han var vellidt af sine overordnede. Lee skrev til Jefferson Davis: "Pender er en fremragende officer, opmærksom, initiativrig og modig. Har været tydelig i alle slag og tror jeg såret i næsten dem alle."

## Død
Dorsey Penders lovende karriere sluttede i Slaget ved Gettysburg. Den 1. juli 1863, rykkede Penders division til støtte for Henry Heths division ned ad Chambersburg Pike mod Gettysburg. Heth stødte på stærkere modstand fra I Korps end han havde ventet og blev kastet tilbage i sit første angreb. Usædvanligt for den ellers aggressive Pender angreb han ikke straks for at assistere Heth men indtog positioner på Herr Ridge og afventede udviklingen. Ved Heths andet angreb beordrede Hill Pender til at støtte Heth, men Heth afviste støtten og Pender blev fortsat i baggrunden med sin division. For anden gang den dag stødte Heth på kraftig modstand i angrebet på Mc Phersons Ridge. Han blev såret i kamp og kunne ikke anmode om den støtte fra Pender, som han tidligere havde afslået. Hill beordrede Pender til at angribe Unionens nye stillinger på Seminary Ridge omkring kl. 16. Det 30 minutter lange angreb fra 3 af hans brigader var meget blodigt og Alfred M. Scales brigade blev omtrent fuldstændig udslettet af kardæsker fra Unionens artilleri. Til slut havde Pender og hans mænd tvunget Unionstropperne tilbage gennem Gettysburg.
Den 2. juli var Pender posteret nær det Lutheranske Seminarium. Under et en echelon angreb som startede med James Longstreet's angreb på højre fløj fra de to Round Tops gennem ferskenlunden skulle Penders division fortsætte angrebssekvensen nær Cemetery Hill til venstre for Richard H. Anderson's angreb på Cemetery Ridge. Pender blev såret i låret af en granatsplint fra Cemetery Hill og overdragede kommandoen til James H. Lane. Hans divisions fremdrift blev ødelagt af kommandoskiftet, og der kom ikke noget ud af angrebet. Pender blev evakueret til Staunton i Virginia, hvor der sprang en arterie i hans ben den 18. juli. Kirurger amputerede hans ben i et forsøg på at redde ham, men han døde nogle få timer senere.
Penders kone, Mary Frances "Fanny" Shepperd, en from Episkopal, havde modsat sig Robert E. Lees invasion af Nordstaterne og Penders andel i den. Hun troede, at det var moralsk forkert af Syden at gå i offensiven, og at det ville komme til at koste Syden dyrt. I betragtning af nederlaget ved Gettysburg og Penders død lader det til, at hun har været synsk.

## Arv
Pender ligger begravet i Calvary Churchyard i Tarboro, North Carolina. Han lagde navn til Pender County, North Carolina i 1875. Han er den posthume forfatter af The General to his Lady: The Civil War letters of William Dorsey Pender to Fanny Pender, udgivet i 1965.
Under 2. verdenskrig blev et Liberty-skib navngivet SS William D. Pender til ære for den faldne general.